# Alexander Pracher
Alexander Pracher (* 4. November 1913 in Aschaffenburg; † 29. März 2000) war ein deutscher Politiker (FDP, CDU).

## Leben und Beruf
Pracher war Physiker von Beruf. Zum 1. Dezember 1937 trat er der NSDAP (Mitgliedsnummer 6.994.009), zum 7. März 1938 dem Nationalsozialistischen Studentenbund bei. Am 24. November 1942 stellte die Gauleitung Mainfranken fest, dass Pracher politisch zuverlässig ist und eine Fremdarbeiterin in seiner Familie beschäftigen darf. Danker und Lehmann-Himmel charakterisieren ihn in ihrer Studie über das Verhalten und die Einstellungen der Schleswig-Holsteinischen Landtagsabgeordneten und Regierungsmitglieder der Nachkriegszeit in der NS-Zeit als „politisch angepasst“.
Er wurde mit dem Verdienstkreuz I. Klasse des Bundesverdienstkreuzes ausgezeichnet.

## Partei
Zunächst gehörte Pracher der FDP-Fraktion an. Am 20. Januar 1952 verließ er diese und trat am Folgetag der Deutschen Sammlung bei. Am 30. Januar 1953 trat er dann zur CDU über. Nach seinem Umzug nach Rheinland-Pfalz wurde er in den 1980er Jahren Vorsitzender der Senioren-Union in Boppard.

## Abgeordneter
Pracher war von 1950 bis 1954 Landtagsabgeordneter in Schleswig-Holstein. Er vertrat den Wahlkreis Oldenburg-West im Parlament. Der Landtag wählte ihn zum Mitglied der zweiten Bundesversammlung, die am 17. Juli 1954 Theodor Heuss als Bundespräsidenten wiederwählte.
Pracher war auch Mitglied der Stadtvertretung von Neustadt in Holstein, wo er von 1951 bis 1955 und von 1959 bis 1965 Bürgervorsteher war.